# Gelosia (Janáček)
Gelosia, JW VI/10 (en txec Žárlivost), és una peça per a gran orquestra composta per Leoš Janáček el 1895. Es va estrenar el 14 de novembre de 1906 a Praga per la Filharmònica txeca dirigida per František Neumann. Originalment, la va compondre com a obertura de l'òpera Jenůfa però mai es va representar conjuntament en vida del compositor, encara que posteriorment sí que s'ha fet en diverses vegades.

## Origen i context
Žárlivost va ser escrita a finals de 1894, quan Janáček començava a treballar en el llibret de Jenůfa. Creada primer per a piano a quatre mans i després per a orquestra, inicialment estava pensada com un preludi per a aquesta òpera. Tot i això, Janáček mai la va utilitzar com a introducció de l'òpera. La raó podria ser el llarg període de creació de l'òpera, de 1894 a 1903, durant el qual va canviar la seva visió, o potser perquè l'orquestra de 18 músics no era suficient per a la peça. Però mai no va restablir l'obertura i Jenůfa encara comença amb el tic-tac nefast del xilòfon en lloc de la música apassionada de l'obertura.
El 1953, amb cinquanta anys, va acabar la partitura de Jenůfa, treballant intensament al seu estudi al costat de l'habitació on la seva filla Olga, que amb només vint anys s'estava morint per culpa de la febre tifoide. El 22 de febrer, Olga va voler escoltar Jenůfa i Janáček es va asseure al piano per interpretar tota l'òpera només per a ella. Segurament la devia començar amb l'obertura que ara coneixem com Gelosia. Olga va morir cinc dies després. Janáček va escriure més tard «voldria vincular Jenůfa amb la cinta negra de la llarga malaltia, dolor i sospir de la meva filla Olga». El treball està dedicat a la seva memòria.

## Representacions
Jenůfa es va estrenar l'any següent a Brno, una capital provincial lluny dels centres de la nova activitat musical com Praga o Berlín, i es va escenificar sense l'obertura. L'obertura exclosa, aviat va començar a agafar vida pròpia en els concerts d'obertures amb el nom de Gelosia, en primer lloc en una actuació de la Filharmònica Txeca a Praga el 14 de novembre 1906, sota la direcció de František Neumann. En la publicació de la partitura vocal completa de Jenůfa del 1908 tampoc s'hi va afegir l'obertura. Alguns autors diuen que Janáček va considerar afegir-la en la posterior estrena a Praga de Jenůfa, però finalment tampoc va ser així.
Tot i que es tracta d'una peça potent i compacta que comparteix l'explosivitat de l'òpera i la tensió subjacent, en general, sempre s'ha considerat com una composició independent a l'òpera i, de fet, no conté vincles temàtics clars amb l'òpera. La primera que es va presentar associada a l'òpera, va ser a Greiz, a la República Democràtica Alemanya, el 10 de gener de 1959, quan ja feia tres dècades de la mort de Janáček. Des de llavors, Jenůfa se sol representar sense l'obertura tot i que s'ha fet en diverses vegades, com el 1972 a Berna o el 1985 a Zuric.